# Neocaridina iriomotensis
Neocaridina iriomotensis is een garnalensoort uit de familie van de Atyidae. De wetenschappelijke naam van de soort is voor het eerst geldig gepubliceerd in 2006 door Naruse, Shokita & Cai.